# صموئيل آدامز (ملحن)
صموئيل آدامز (بالإنجليزية: Samuel Carl Adams)‏ هو عازف جاز وملحن أمريكي، ولد في 30 ديسمبر 1985.

## وصلات خارجية
- الموقع الرسمي
- صموئيل آدامز على موقع ميوزك برينز (الإنجليزية)
- صموئيل آدامز على موقع ديسكوغز (الإنجليزية)